# George Wetherill
George Wetherill (12 agosto 1925 – Washington, 19 luglio 2006) è stato un fisico statunitense.
È stato Direttore Emerito del Dipartimento di magnetismo terrestre presso la Carnegie Institution di Washington.

## Biografia
George Wetherill beneficiò del Servicemen's Readjustment Act del 1944 per i veterani della seconda guerra mondiale (noto come G.I. Bill) per conseguire il Bachelor of Philosophy Ph. B. nel 1948, il Bachelor of Science nel 1949, un master nel 1951 ed il dottorato nel 1953 in fisica, presso l'Università di Chicago. La sua tesi di ricerca verté sulla fissione spontanea dell'uranio, come dottorando presso la Commissione per l'energia atomica degli Stati Uniti.
Dopo aver conseguito il dottorato, Wetherill entrò nel Dipartimento di magnetismo terrestre (Department of Terrestrial Magnetism) - DTM - della Carnegie Institution di Washington. Qui, si occupò dello sviluppo di un metodo geochimico, basato sul decadimento radioattivo naturale, per la datazione delle rocce terrestri. Ciò richiese la determinazione della concentrazione e della composizione isotopica di gas nobili quali l'argon, così come degli isotopi dello stronzio e del piombo. Ideò il concetto della curva "concordia" (Concordia Diagram) nel metodo di datazione uranio-piombo, che divenne, in seguito, il riferimento standard per determinare l'età delle rocce e per individuare la possibilità di metamorfismo. Partecipò inoltre alle attività del gruppo di ricerca del Carnegie Institute che determinò con accuratezza le costanti di decadimento per il potassio ed il rubidio, risultato che si rivelò fondamentale nella misurazione delle ere geologiche.
Wetherill lasciò il DTM nel 1960 per insegnare geofisica e geologia presso l'Università della California, Los Angeles (UCLA), dove presiedette il curriculum interdipartimentale in geochimica dal 1964 al 1968 ed il Dipartimento di scienze planetarie e spaziali (Department of Planetary and Space Sciences) dal 1968 al 1972. Presso l'UCLA, il suo interesse nei metodi di datazione si estese ad includere anche i materiali extraterrestri, quando iniziò ad applicare la sua tecnica di datazione radiometrica ai meteoriti ed ai campioni lunari raccolti nel corso del Programma Apollo.
Allo stesso tempo, iniziò a sviluppare ipotesi sull'origine delle meteoriti. I suoi studi si concentrarono sulle collisioni tra oggetti nella fascia principale e sulle risonanze tra il loro moto e quello dei pianeti. Calcolò, in particolare, come questi eventi avrebbero potuto determinare il trasferimento di materiale in orbite geosecanti e rifornire il serbatoio di meteoroidi ed asteroidi che periodicamente precipitano sulla Terra. Con altri, suggerì che una specifica classe di meteoriti piuttosto insoliti non fosse di origine asteroidale, ma dovesse essere piuttosto posta in correlazione con il pianeta Marte. L'ipotesi in seguito si rivelò corretta.
Nel 1975, Wetherill fece ritorno al Carnegie Institute, presso cui diresse il Department of Terrestrial Magnetism (DTM) fino al 1991, quando lasciò l'incarico, pur continuando a lavorarvi. Presso il DTM, s'interessò dell'origine dei pianeti terrestri, stimolato dagli studi precedenti di Viktor Safronov che aveva dimostrato come uno sciame di planetesimi potesse condensare in pochi pianeti terrestri. Wetherill sviluppò un metodo per simulare numericamente l'evoluzione orbitale ed i processi di accumulazione che hanno luogo in una nube di planetesimi, giungendo a previsioni delle proprietà fisiche ed orbitali per i pianeti terrestri del Sistema solare ben in accordo con i valori misurati nella realtà.
Oltre a descrivere il processo che condusse alla formazione del sistema solare interno, Wetherill, attraverso le sue ricerche, fornì le basi dei modelli del nucleo di Mercurio e dell'impatto gigante per la formazione della Luna. Le sue ricerche hanno permesso inoltre di spiegare l'abbondanza isotopica misurata attualmente nelle atmosfere planetarie.
Wetherill ha evidenziato che Giove gioca un importante ruolo nell'evoluzione del Sistema solare, sostenendo l'ipotesi che il pianeta, espellendo comete dal sistema stesso, riduca il rischio d'impatto per i pianeti più interni.
Wetherill ha partecipato alla direzione dello sviluppo scientifico agendo quale consigliere della NASA, della National Academy of Sciences e della National Science Foundation. Diresse per diciassette anni la rivista statunitense Annual Review of Earth and Planetary Sciences. Presiedette inoltre la Meteoritical Society, la Geochemical Society, la sezione di planetologia dell'American Geophysical Union e l'International Association of Geochemistry and Cosmochemistry.
Wetherill è morto il 19 luglio 2006 a Washington, presso la sua abitazione, dopo una lunga malattia.

## Onorificenze
Nel 1974 è stato eletto membro della National Academy of Sciences.
Nel 1981 la Meteoritical Society gli ha assegnato la medaglia Leonard.
Nel 1984 ha ricevuto il Premio G. K. Gilbert dalla Geological Society of America.
Nel 1986 il premio Kuiper dalla divisione di scienze planetarie dell'American Astronomical Society.
Nel 1991 la medaglia Harry H. Hess dall'American Geophysical Union.
Nel 1997 la National Medal of Science dal presidente Clinton.
Nel 2000 la medaglia J. Lawrence Smith dalla National Academy of Sciences "per i suoi contributi unici alla cronologia cosmica dei pianeti e meteoriti ed allo [studio della] dinamica orbitale e formazione dei corpi del sistema solare".
Nel 2003 ricevette la Henry Norris Russell Lectureship, il più alto riconoscimento assegnato dalla American Astronomical Society.
Gli è stato dedicato un asteroide, 2128 Wetherill ed un dinosauro, Dilophosaurus wetherilli.